# Martina Kumlehn
Martina Kumlehn (* 1966 in Holzminden) ist eine deutsche evangelische Theologin und Professorin für Religionspädagogik an der Universität Rostock.

## Leben
Von 1986 bis 1992 studierte sie evangelische Theologie und Germanistik an der Georg-August-Universität Göttingen (1992 erstes Staatsexamen für das Lehramt an Gymnasien). Von 1996 bis 1998 absolvierte sie das Referendariat am Hölty-Gymnasium Celle. Nach der Promotion 1998 in Göttingen und dem zweiten Staatsexamen war sie von 1998 bis 2005 wissenschaftliche Assistentin an der Abteilung für Religionspädagogik an der Universität Bonn. Im Wintersemester 2005/2006 vertrat sie den Lehrstuhl für Religionspädagogik in Rostock. Nach der Habilitation 2006 und Erteilung der venia legendi für das Fach Praktische Theologie hat sie seit 2007 den Lehrstuhl für Religionspädagogik an der Theologischen Fakultät der Universität Rostock inne.
Ihre Forschungsschwerpunkte sind Ästhetik und Religion, Bibeldidaktik, narrative Identität, Deutungs(macht)konflikte in religiösen Bildungsprozessen und alternde Gesellschaft und religiöse Bildung.

## Schriften (Auswahl)
- Symbolisierendes Handeln. Schleiermachers Theorie religiöser Kommunikation und ihre Bedeutung für die gegenwärtige Religionspädagogik. Gütersloh 1999, ISBN 3-579-02642-9.
- Geöffnete Augen – gedeutete Zeichen. Historisch-systematische und erzähltheoretisch-hermeneutische Studien zur Rezeption und Didaktik des Johannesevangeliums in der modernen Religionspädagogik. Berlin 2007, ISBN 3-11-019516-X.
- mit Thomas Klie und Bernhard Dressler: Unterrichtsdramaturgien. Fallstudien und Performanz religiöser Bildung. Stuttgart 2012, ISBN 3-17-022337-2.
- mit Kristian Fechtner, Jan Hermelink und Ulrike Wagner-Rau: Praktische Theologie. Ein Lehrbuch. Stuttgart 2017, ISBN 3-17-028337-5.